# I due mafiosi
I due mafiosi è un film del 1964, diretto da Giorgio Simonelli.
È la parodia del film Mafioso; inizialmente doveva essere una semplice opera di montaggio in cui i due protagonisti avrebbero dovuto soltanto commentare degli spogliarelli sexy (all'epoca era molto in voga il genere del "Mondo movie"), ma il regista Simonelli convinse il produttore a cambiare tutto.
Fu uno dei più grandi successi commerciali della coppia Franchi-Ingrassia.
Gli esterni vennero girati a Parigi, più precisamente nei pressi della Rue Pigalle.

## Trama
Sicilia. Ciccio Spampinato e Franco Fisichella, due contadini lenti di comprendonio, stanno camminando per le stradine di campagna quando a un tratto sentono due colpi di lupara. Lì incontrano Don Calogero Sparatore, capomafia locale che affida loro una missione: portare una valigetta piena d'oro ai picciotti di Parigi. La valigia è in realtà carica di tritolo: infatti, l'intenzione è quella di dare una lezione ai francesi per la loro disobbedienza. Così la sera stessa ricevono l'ordine di partire per Parigi e cercare un certo Totò  Facciatagliata.
In aereo incontrano l'illusionista Misha che scambia la sua valigia con la loro. Arrivati all'hotel, trovano Facciatagliata morto accoltellato. Rimasti senza ordini, Ciccio e Franco chiamano in Sicilia per sapere come comportarsi. Don Calogero dà loro l'incarico di incontrare un antiquario, tale Alfonso Girgenti. Prima dell'appuntamento Franco, curioso, apre la valigia ma trova i giochi del mago. Così la stessa sera si mettono in cerca della loro valigia, indispensabile per l'appuntamento. Girano tutti i locali serali della città e da lì iniziano i guai. Incontrano due ragazze, Jacqueline e Clementine, senza sapere che in realtà si tratta due poliziotte in borghese che cercano di proteggerli. Così il giorno dopo si ritrovano presso la polizia francese e fanno rapporto al commissario Dupont che li tiene sotto controllo.

Aroldo Tieri (il commissario Dupont)

Il giorno successivo i due trovano Alfonso morto accoltellato. Comunque il picciotto, prima di morire, ha lasciato loro un messaggio per avvisarli che l'appuntamento è rimandato a venerdì, al porto di Saint-Tropez. Dopo mille peripezie si trovano nuovamente nei guai: infatti, Don Fifì ruba loro la valigia. Per fortuna il mago, che si trova con loro, lo colpisce. Infine i mafiosi francesi prendono la valigia e scappano sul panfilo: a questo punto la bomba finalmente scoppia, e al momento giusto.
Don Fifì si sdebita coi tre tenendoli con sé nel suo locale, e così Franco e Ciccio decidono di rimanere per sempre in Francia.